# 沃特福德鎮區 (新泽西州)
沃特福德鎮區（英語：Waterford Township）是位於美國新澤西州康登縣的一個鎮區。

## 地方資料
沃特福德鎮區的面積為93.81平方千米，當中陸地面積為93.25平方千米，而水域面積為0.56平方千米。根據2020年美國人口普查的數據，當地共有人口10421人，而人口密度為每平方千米111.09人。